# Берлускони, Марина
Марина Берлускони, официальное имя: Мария Эльвира Берлускони (итал. Marina Berlusconi, Maria Elvira Berlusconi; 10 августа 1966, Милан) — итальянская предпринимательница.

## Биография
Мария Эльвира Берлускони — дочь Сильвио Берлускони (1936—2023) и его первой жены Карлы Эльвиры Лучии Далль’Ольо (Carla Elvira Lucia Dall’Oglio); старшая сестра Пьера Сильвио Берлускони.
Окончила классический лицей при Институте Леона Дэона в Монце. Начинала изучать право, затем — политические науки, но бросила занятия в первый год и не продолжила образование.
В 1996 году стала вице-президентом Fininvest, в октябре 2005 года заняла должность президента холдинга. В 2003 году заменила скончавшегося Леонардо Мондадори во главе издательства Arnoldo Mondadori Editore. При ней семья увеличила долю в компании. Издательство Mondadori приобрело ряд крупных активов в период управления им Мариной Берлускони — в частности купило Banzai Media, которое являлось вторым по размерам издательством в Италии. Также она член Совета директоров акционерного общества Mediaset, с октября 2008 по апрель 2012 года входила в совет директоров Mediobanca; в прошлом являлась членом советов директоров Medusa Film и Mediolanum.
В 2010 году в рейтинге самых влиятельных женщин мира журнала «Forbes» она заняла 48-е место, единственная итальянка в рейтинге. По данным «Forbes», в 2008 году она заняла девятое место в списке самых богатых наследниц мира с наследством в 9 миллиардов и 400 миллионов долларов. С 2001 года она также фигурирует в рейтинге американского журнала «Fortune», посвященном 50 наиболее влиятельным женщинам международного экономического сообщества. В 2013 году, в 2016 году и в 2018 году американский журнал The Hollywood Reporter включил её в список 20 самых влиятельных женщин в медиа и телевизионной индустрии.
6 июля 2023 года после смерти Сильвио Берлускони было оглашено его завещание, согласно которому старшие дети — Марина и Пьер Сильвио получили в равных долях 53 % акций Fininvest.

## Личная жизнь
13 декабря 2008 года вышла замуж за танцора балетной труппы театра Ла Скала Маурицио Ванадиа (Maurizio Vanadia), с которым её связывали длительные отношения. У супругов двое детей: Габриэле (род. 2002) и Сильвио (род. 2004).